# Angraecum pectinatum
Angraecum pectinatum es una orquídea epifita originaria de  Madagascar, Comoras e Islas Mascareñas.

## Distribución y hábitat
Se encuentra  en las islas de Madagascar, Comoras y Mascareñas en los bosques húmedos y sombreados sobre los troncos y las ramas desnudas en alturas de hasta 700 metros.

## Descripción
Es una orquídea de  tamaño pequeño que prefiere el clima cálido al fresco, es una especie epifita con una rama central rígida, con hojas simples  poco numerosas, dísticas, cilíndricas, lineales, subagudas , gruesas y carnosas de unos 2 cm de longitud y  de color verde intenso.  La altura de la planta rara vez supera los 12 cm. Florece  en una inflorescencia axilar, sésil con una flor única  de color blanco, son muy pequeñas, de alrededor de 3-4 mm de diámetro y dura de 2 a 3 días. La floración se produce en casi cualquier época del año.

## Taxonomía
Angraecum pectinatum fue descrita por Louis Marie Aubert Du Petit-Thouars y publicado en Histoire Particulière des Plantes Orchidées t. 51. 1822.
Etimología
Angraecum: nombre genérico que se refiere en Malayo a su apariencia similar a las Vanda.
pectinatum: epíteto latino que significa "como un peine".
Sinonimia
- Aeranthes pectinatus (Thouars) Rchb.f. 1864
- Aerobion pectinatum (Thouars) Spreng. 1826
- Angorchis pectangis (Thouars) Kuntze 1894
- Angorchis pectinata (Thouars) Kuntze 1891
- Ctenorchis pectinata (Thouars) K.Schum. 1899
- Macroplectrum pectinatum (Thouars) Finet 1907
- Mystacidium pectinatum (Thouars) Benth. 1881
- Pectinaria thouarsii Cordem. 1899[1][5][6]